# Gitanas Nauseda
Gitanas Nausėda, född 19 maj 1964 i Klaipeda, är sedan juli 2019 Litauens president. Han är ekonom och har tidigare arbetat på Litauens centralbank och på Skandinaviska Enskilda Banken.

## Bakgrund och privatliv
Som gymnasist sjöng Nausėda i en kör. Eftersom han blev underkänd i matematik, började han jobba som sanitetsarbetare i Klaipeda efter gymnasiet. Nausėda började senare studera ekonomi vid Vilnius universitet. Han färdig med sina studier år 1987. År 1993 började han studera statsvetenskap vid Bonns universitet och jobbade som praktikant på Tysklands parlament år 1994.
Från och med 1994 jobbade Nausėda i Litauens centralbank, först som biträdande chef av en avdelning och sedan som chef av en annan avdelning. Mellan 1998 och 2000 satt han på Litauens centralbanks styrelse.
År 1990 gifte han sig med Diana Nausėdienė. Paret har två döttrar. Vid sidan av litauiska kan Nausėda också tyska, engelska och ryska. Nausėdas hobbyer inkluderar bl.a. schack, samlande av gamla litauiska böcker och sånger.

## Politisk karriär
Mellan 2004 och 2009 fungerade Nausėda som rådgivare till president Valdas Adamkus.
För första gången valdes Nausėda till en politisk befattning är 2019, då han valdes till president. Hans motkandidat var landets tidigare finansminister Ingrida Šimonytė. Vid valet lovade Nausėda att fortsätta med sin företrädare Dalia Grybauskaitės linje, som innebär bl.a. att vara kritisk mot Ryssland. Nausėdas installation hölls den 12 juni. Bara en månad efter hans installation listades Nausėda som landets mest trovärdiga politiker av en undersökning av LRT.
I december 2023 anmälde Nausėda att han vill kandidera i presidentvalet 2024. Nausėda valdes till president igen. Han fick 74,43 % av rösterna vilket är ett rekord sedan 1991.
År 2023 avslöjades det att Nausėda hade varit medlem i Sovjetunionens kommunistiska parti sedan 1988. Vad som gjorde detta till en skandal var att Nausėda själv offentliggjorde sitt tidigare partimedlemskap då han fyllde sin anmälning till presidentvalet år 2019.

### Politiska åsikter
Nausėda har beskrivits som katolsk och konservativ men ekonomiskt liberal.

## Utmärkelser
- specialklass av Vytautasorden (Litauen, 2019, stormästare)[16]
- 1. klass av Furst Jaroslav den vises orden (Ukraina, 2021)[17]
- kedja av Rumänska Stjärnans orden (Rumänien, 2022)[18]
- riddare av Vita örnens orden (Polen, 2023)[19]

År 2019 nämndes Nausėda till hedersdoktor i det japanska Gifus universitet.